# Лаутербах, Карл
Карл Вильхельм Лаутербах (род. 21 февраля 1963 года, Дюрен, Германия) — немецкий политик, врач и экономист в области здравоохранения. Член СДПГ и с 2005 года депутат Бундестага Германии. С 8 декабря 2021 года — министр здравоохранения Германии.

## Биография
Карл Лаутербах вырос в рабочей семье в Оберцире, в непосредственной близости от ядерного исследовательского центра в Юлихе. Его отец работал на молочном заводе в городе. Несмотря на очень хорошую успеваемость в начальной школе, его родителям посоветовали не отправлять его в гимназию, потому что он «просто слишком часто болел бронхитом». Позже он понял, что рекомендации перейти в гимназию предназначены для детей инженеров, работающих на ядерной электростанции. Программа средней школы была слишком проста для него, и с помощью учителей он сначала перешел в реальную школу, затем в гимназию в Дюрене, где он получил аттестат зрелости.
С 1982 г. Карл изучал медицину в Ахенском университете и Техасском университете в Сан-Антонио (США). В 1991 году он завершил свою диссертацию на тему «Развитие параметрических Гамма Скоупсов на основе экспериментальных и клинических исследований» и для своих исследований в ядерном исследовательском центре Юлих и в Университете штата Аризона в Тусоне от Дюссельдорфского университета имени Гейнриха Гейне получил титул доктора медицинских наук. С 1989 по 1992 год он изучал экономику здравоохранения, специализируясь на политике и менеджменте здравоохранения, эпидемиологию в институте общественного здравоохранения при Гарвардском университете, получив степень магистра общественного здравоохранения (MPH). С 1992 по 1993 год он был научным сотрудником Гарвардской медицинской школы. При финансовой поддержке Фонда Конрада Аденауэра, близкого к ХДС, он получил ученую степень доктора естественных наук в 1995 году. Одним из его туторов был Амартия Сен. В 2010 году Лаутербах получил лицензию на медицинскую практику в Германии. Изначально он не подавал заявление на эту лицензию после завершения учёбы медицины.
В 1996 году Лаутербах был назначен профессором, чтобы открыть Институт экономики здравоохранения, медицины и общества (IGMG), который был основан в Кельнском университете в конце февраля 1997 года. В 1998 году Лаутербах стал директором недавно основанного Института экономики здравоохранения и клинической эпидемиологии (IGKE) при Кельнском университете; с этим было связано его назначение профессором. Там он находится в отпуске из-за мандата в Бундестаге. С 1999 г. до выборов в Бундестаг в сентябре 2005 г. Лаутербах был членом Консультативного совета по оценке развития системы здравоохранения. В 2003 году он был членом Комиссии по исследованию устойчивости и финансирования систем социального обеспечения («Комиссия Рюрупа»). С 2008 года он является адъюнкт-профессором в области политики и менеджмента здравоохранения в Гарвардской школе общественного здравоохранения, где он также регулярно преподает. До 2003 года Лаутербах был автором 294 публикации и десяти книг.
Лаутербах раньше был членом ХДС, но с 2001 года он является членом СДПГ. С 2005 года он несколько раз был избран в Бундестаг избирательным округом Леверкузен — Кельн IV (2005 г. с 48,6 %, 2009 г. с 37,1 %, 2013 г. с 41,4 %, а в 2017 г. — 38,5 %). В 17-м созыве бундестага он был представителем рабочей группы по здравоохранению парламентского союза СДПГ, его преемницей стала Хильда Маттайс. С конца 2013 года по сентябрь 2019 года он был заместителем председателя парламентского союза СДПГ, где отвечал за здравоохранение, образование и исследования, а также за подачу петиций. Он является действительным членом комитета по правовым вопросам и защите прав потребителей.

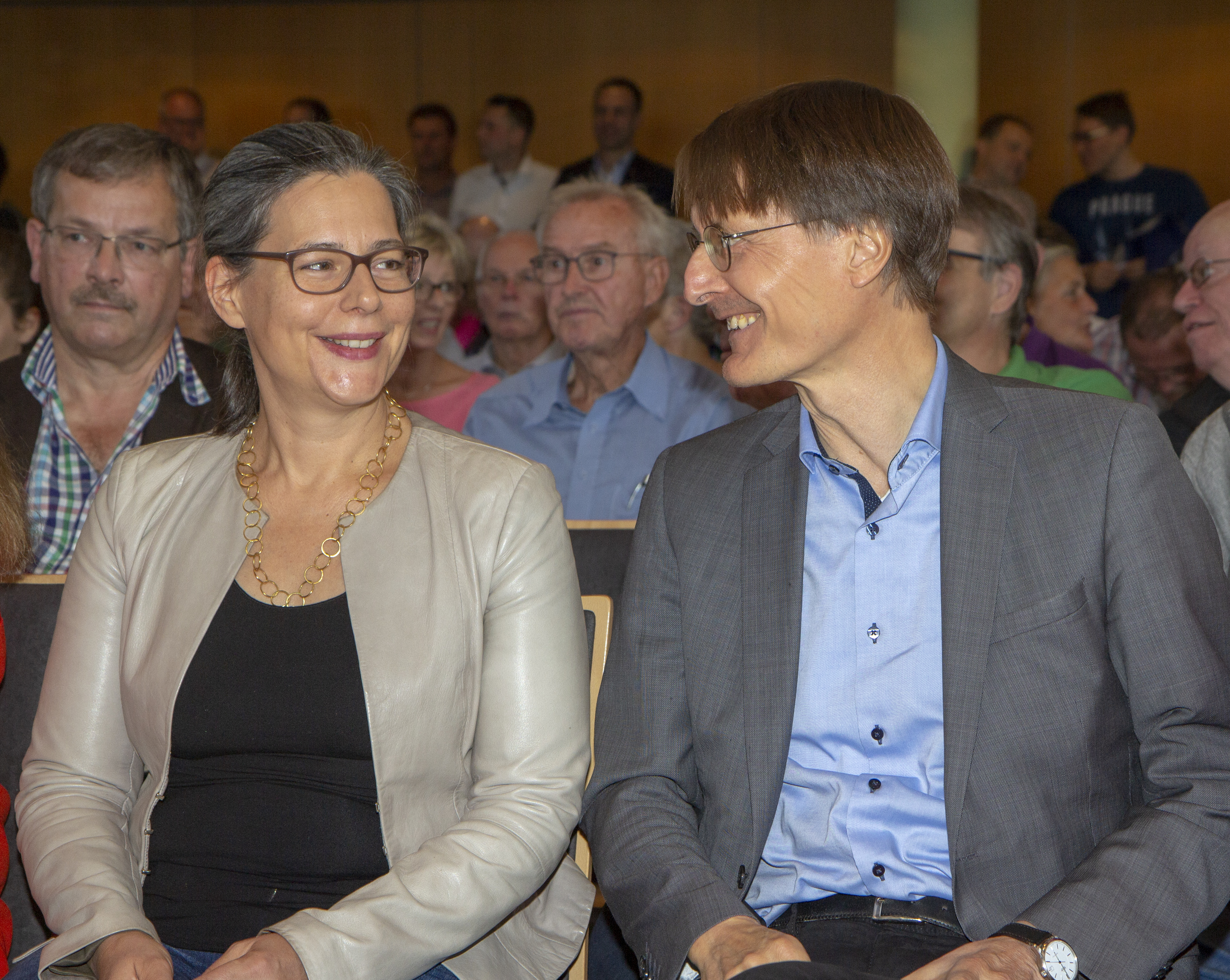
Нина Шеер (слева) с Карлом Лаутербахом на региональной конференции в Нидер-Ольме по выборам председателя СДПГв 2019 году.

В июле 2019 года он объявил о своей кандидатуре на пост председателя СДПГ вместе со своей коллегой из партии Ниной Шеер. В первом туре выборов они заняли 4-е место с 31 271 голосами (14,6 %).
Лаутербах женился в 1996 году на эпидемиологе и враче Ангеле Спельсберг, с которой у него четверо детей. С 2004 года они жили отдельно, а в 2010 году развелись. У него есть ещё один ребёнок от другой женщины.

## Политические темы
Наиболее важными тезисами Лаутербаха о политике в области здравоохранения являются:
- введение страхования граждан в сфере здравоохранения
- противодействие тенденциям к медицине, разделена на пациентов частное и государственное страхование
- согласование медицинской помощи с доказательствами и экономической эффективностью
- рассмотрение результатов распределения денег наряду с результатами распределения программ здравоохранения, то есть борьба с социальным неравенством с помощью политики здравоохранения
- полный запрет на рекламу на табак
- постепенная легализация наркотиков каннабиса и кокаина

Кроме этого, Лаутербах также занимается другими задачами, такими как социальной политикой или политикой в области образования. В СДПГ его считают человеком, мыслящим «нестандартно», и естественным противником трехсторонней системы образования.
В бундестаге 19ого созыва Лаутербах является действительным членом комитета по правовым вопросам и защите прав потребителей и подкомитета по европейскому праву. Он также является заместителем члена комитета по финансам.
Лаутербах уже во время учёбы выступал за свои политические взгляды в области здравоохранения, в том числе и Улла Шмидт, министр здравоохранения, посоветовалась с ним.
5 июня 2013 года его вызвали в экспертную группу Пеера Штайнбрюка.
Во время пандемии COVID-19 Лаутербах часто выступает в качестве эксперта, особенно в ток-шоу и телевизионных интервью. В первой половине 2020 года он чаще всего посещал ток-шоу ARD и ZDF. В течение года он часто был собеседником в интервью на новостных каналах, таких как Welt или n-tv, а также в качестве гостя на ток-шоу, таких как «hart aber fair» или «Markus Lanz». Там он выразил свое мнение о пандемии и принятых мерах и дал раннее предупреждение о второй волне пандемии. Он выступает за строгие ограничения контактов и является одним из критиков быстрой отмены мер. Лаутербах также публикует в Твиттере сообщения о пандемии, часто несколько раз в день. Новости немецкого телеканала «ARD» оценила большинство твитов как «правильные и не вызывающие возражений», но обвинила его в трех своих сообщениях в том, что они были неточными или в том, что некоторые аспекты были проигнорированы. 27 декабря 2020 года Лаутербах в журнале «Welt» призвал к «мерам по борьбе с изменением климата, аналогичным ограничениям личной свободы в борьбе с пандемиями». Он все больше сомневается в том, что это" достижимо ". 4 января 2021 года он также призвал к локдауну, неограниченному сроком, потому что он опасался последствий быстрее распространяющейся мутации вируса. Показатель заболеваемости на 100 000 жителей за семь дней должен быть снижен до уровня ниже 25, что вдвое меньше, чем стремятся федеральное правительство и правительство федеральных земель Германии.

## Членство
С июля 2001 г. по июнь 2013 г. он был членом наблюдательного совета больницы «Rhön-Klinikum AG» . Он покинул этот пост в июне 2013 года в связи с его назначением в экспертную группу Пеера Штайнбрюка на выборах бундестага 2013 года.
Лаутербах с 2017 года является членом беспартийной гражданской инициативы «Europa-Union», который привержен федеративной Европе и процессу европейского объединения.

## Прочее
Долгое время одной из визитных карточек Лаутербаха был галстук-бабочка, который он часто носил вместо галстука. С 2020 года он в основном носил рубашки с открытым воротником.
Комедийный актёр Ули Винтерс, который также родом из Дюрена, играет его вместе с Матиасом Бродови с 2020 года в сериале «Laschi und Lauti» на немецком телеканале WDR 2.
В качестве представителя Лаутербах поддерживает гимназию «Freiherr-vom-Stein-Gymnasium» в Леверкузен в рамках кампании «Школа без расизма — Школа со смелостью».

## Публикации (подборка)

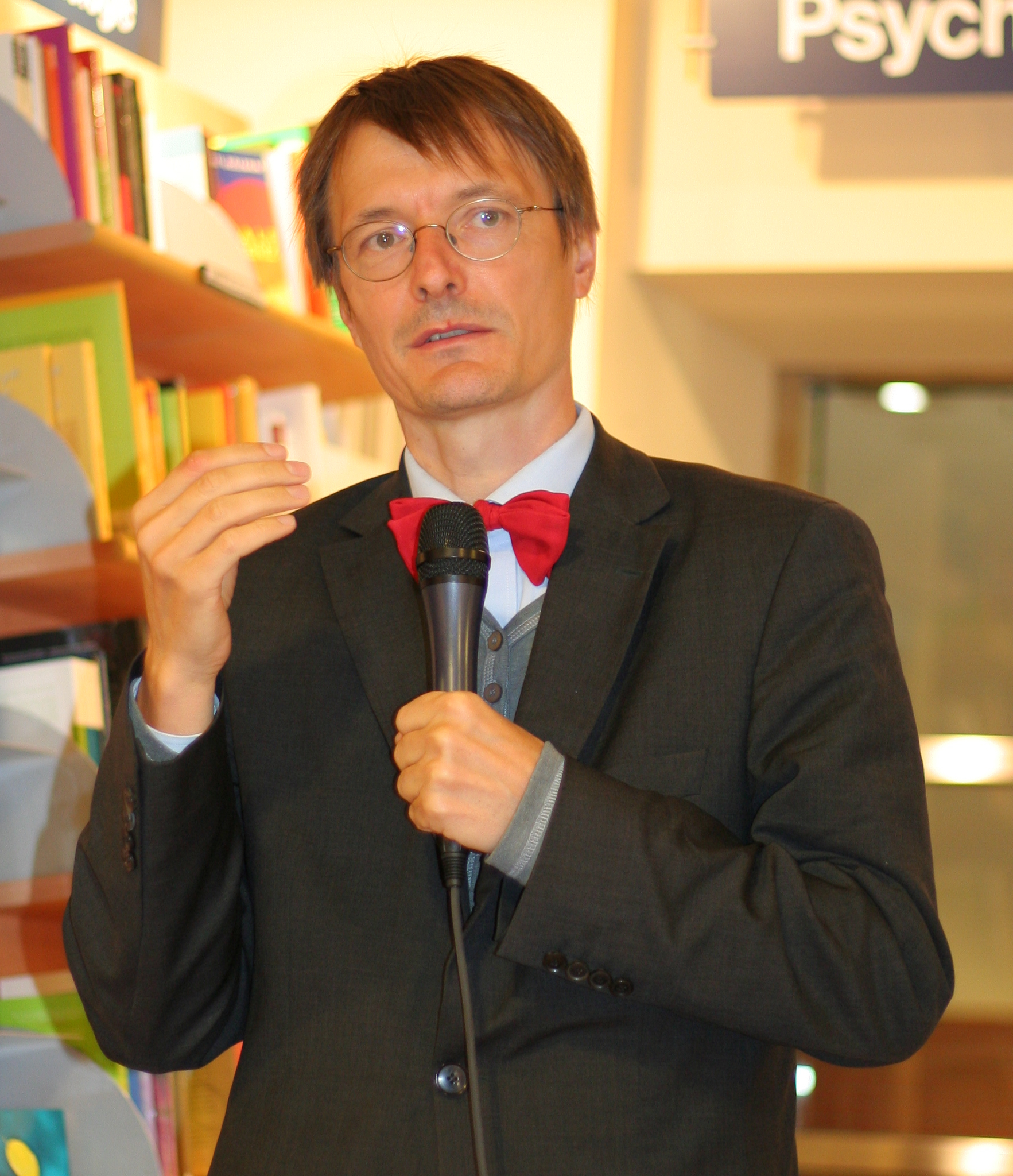
Карл Лаутербах представляет свою книгу «Gesund im kranken System» (2009)

- вместе с Маркусом Линдларом: «Информационные технологии в здравоохранении. Телемедицина в Германии. Экспертное заключение.» издательство «Friedrich-Ebert-Stiftung», Бонн 1999 г., ISBN 3-86077-820-X
- вместе с Маркусом Люнгеном: «паушальная сумма оплаты услуг за отдельный случай лечения DRG. Введение. Требования к адаптации групп, связанных с диагнозом, в Германии. Экспертное заключение Федерального объединения АОК.» издательство «Schattauer», Штутгарт 2000 г., ISBN 3-7945-2076-9 .
- Карл Лаутербах (издатель) «Сердце: сердечно-сосудистые заболевания», том 25 № 5, издательство «Urban und Vogel», Мюнхен, 2000 г.
- вместе с Маркусом Люнгеном и Карин Вольф-Остерманн: «Сравнение больниц. Сравнение компаний согласно § 5 Постановление о федеральных тарифах на медицинское обслуживание.» издательство «Schattauer», Штутгарт 2001 г., ISBN 978-3-7945-2144-9 .
- вместе с Маттиасом Шраппе: «Экономика здравоохранения, управление качеством и доказательная медицина. Систематическое введение.» издательство «Schattauer», Штутгарт 2001 (третье издание 2010 г., ISBN 978-3-7945-2576-8).
- издатель Маркус Люнген: «Вознаграждение DRG, ориентированное на результат. Обеспечение качества с фиксированным вознаграждением за стационарные больничные услуги.» издательство «Springer», Берлин, 2002 г., ISBN 3-540-42818-6 .
- вместе с Тиммом Фольмером: «Лекарственная терапия — избыток, недостаток лекарств и неправильное применение. Что делают „новые инструменты контроля“?» издательство «Schattauer», Штутгарт 2002 г., ISBN 3-7945-2132-3 .
- вместе с Маркусом Люнгеном: «DRG в немецких больницах. Реализация и последствия.» издательство «Schattauer», Штутгарт 2003 г., ISBN 3-7945-2262-1 .
- вместе с другими: «Изучение роли амбулаторных отделений университетских клиник в проведении исследований, обучении и уходе в отдельных местах (амбулаторное исследование в университете). Экспертное заключение Федерального министерства образования и науки.» Санкт-Августин, 2003 г.
- вместе с Штефани Сток и Гельмутом Бруннером (издатель): «Экономика здравоохранения. Учебник для медиков и других медицинских работников.» издательство «Хубер», Берн 2006 г. (третье издание 2013 г., ISBN 978-3-456-85283-6).
- «Двухклассное государство. Как привилегированные разоряют Германию.» издание «Rowohlt», Берлин 2007 г., ISBN 3-87134-579-2 .
- вместо с Штефани Сток и Маркусом Редаэлли: «Словарь экономики здравоохранения.» издательство «Kohlhammer», Штутгарт 2007 г., ISBN 3-17-019153-5 .
- «Здоров в больной системе. Руководство.» издательство «Rowohlt», Берлин 2009 г., ISBN 3-87134-625-X .
- «Индустрия рака: как одна болезнь покоряет Германию» издательство «Rohwohlt», Берлин 2015 г., ISBN 978-3-87134-798-6, страница 288.